# Barbara Saebel
Barbara Saebel (* 5. März 1959 in Ost-Berlin) ist eine deutsche Politikerin (Bündnis 90/Die Grünen). Seit 2016 ist sie Abgeordnete im Landtag von Baden-Württemberg.

## Leben
Saebel wuchs in der DDR auf und besuchte von 1965 bis 1975 die Polytechnische Oberschule Ost-Berlin. Sie absolvierte von 1975 bis 1977 eine Ausbildung zur Groß- und Außenhandelskauffrau. 1977 bis 1989 arbeitete sie als kaufmännische Angestellte. 1989 floh sie aus der DDR und siedelte nach Baden-Württemberg über. Von 1990 bis 1992 arbeitete sie in der Schmuckindustrie. Von 1992 bis 1994 studierte sie Betriebswirtschaft. Seit 1997 arbeitet sie als Beraterin in der Wohnungswirtschaft. Sie hat eine Tochter. Saebel ist evangelischer Konfession.

## Politische Laufbahn
Der Partei Bündnis 90/Die Grünen gehört Saebel seit 1990 an. Sie hatte von 1999 bis 2016 ein Mandat im Gemeinderat von Ettlingen inne. Von 2004 bis 2016 war sie dort Vorsitzende der Fraktion Bündnis 90/Die Grünen und Mitglied des Verwaltungsausschusses der Stadt Ettlingen. Von 2016 bis 2021 war sie Mitglied des Oberrheinrates. Am 26. Mai 2019 wurde sie in den Kreistag des Landkreises Karlsruhe gewählt, 2021 gab sie aus Zeitgründen das Mandat zurück.
Bei der Landtagswahl in Baden-Württemberg 2016 errang Saebel ein Direktmandat im Landtagswahlkreis Ettlingen. Im Landtag war sie Mitglied des Finanzausschusses und des Ausschusses für Europa und Internationales. Sie war zudem Sprecherin der Fraktion der Grünen für Kulturliegenschaften des Landes Baden-Württemberg und in der Fraktion zuständig für den Bereich Denkmalschutz.
Bei der Landtagswahl 2021 konnte sie ihr Direktmandat mit 33,5 Prozent der Stimmen verteidigen. Sie ist nun Sprecherin für Denkmalschutz und Kulturerbe ihrer Fraktion.
Saebel ist zudem Mitglied im Aufsichtsrat der Baden-Württemberg Stiftung gGmbH und im Verwaltungsrat des Badischen Staatstheaters.
Im Jahr 2024 gründete sie mit vielen anderen Denkmalinteressierten den Dachverband für Denkmalschutz und Denkmalpflege in Baden-Württemberg - denkmalnetzBW e.V.
Bei der parteiinternen Nominierung zur Landtagswahl 2026 verfehlte Saebel eine erneute Kandidatur.